# Lintjesaffaire

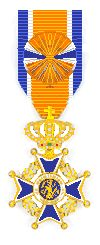
Het door Lehmann zozeer begeerde officierskruis

De lintjesaffaire was een Nederlandse politieke rel in 1909 rond de Nederlandse premier Abraham Kuyper (ARP) over het verstrekken van onderscheidingen in ruil voor partijgiften.
Kuyper kwam in opspraak toen werd ontdekt dat in 1903 op zijn voorspraak aan de Amsterdamse koopman Rudolph Lehmann een koninklijke onderscheiding, het officierskruis van de Orde van Oranje-Nassau was toegekend en dat Lehmann een jaar later 11.000 gulden in de partijkas van de ARP had gestort. 

## Aanleiding
Mathilde Westmeijer was een Amsterdamse dame van niet onbesproken gedrag die in een gesprek met Kuyper zou hebben gevraagd hoe de consul-generaal van Griekenland in Amsterdam, de heer Rudolph Lehmann – die al elf buitenlandse onderscheidingen bezat – een Nederlandse ridderorde kon verwerven. Kuyper had volgens Westmeijer gezegd dat dat "zomaar niet ging". Daarna had Westmeijer de heer Lehmann met de "heer Kuyper in verbinding gebracht".
Rudolph Lehmann was een schatrijk Amsterdams zakenman. Hij was ijdel en op orden en eerbewijzen gesteld. Om voor een Nederlandse Ridderorde in aanmerking te komen heeft Lehman zich eerst "voor het oog der wereld een tijdlang kalm gedragen". Op 31 augustus 1903 werd Rudolph Lehmann benoemd tot Officier in de Orde van Oranje-Nassau.
In de periode van 1 augustus 1903, toen vaststond dat Lehmann zijn "lintje" of liever gezegd "rozetje" zou krijgen, tot 1 augustus 1905, kreeg de eeuwig in geldnood verkerende Mathilde Westmeijer iedere week 25 gulden.

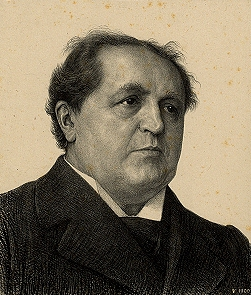
Kuyper door Jan Veth

Rudolph Lehmann gaf aan Kuyper in 1902 7.000 gulden voor de verkiezingskas. In 1905 volgde een gift van 11.000 gulden.
De gift was des te opvallender omdat Rudolph Lehmann een katholiek gedoopte Jood was die niet tot de gereformeerde aanhang van Kuyper behoorde. In het Nederland van 1909 was veel latent antisemitisme aanwezig en de omstandigheid dat de Lehmanns Joods waren, werd in het debat en in de kranten breed uitgemeten.
In 1904 introduceerde Mathilde Westmeijer bij Kuyper E.A. Lehmann, de broer van Rudolph Lehmann. De 27-jarige E.A. Lehmann, tabakshandelaar in Amsterdam, had haar geld gegeven. Kuyper zocht E.A. Lehmann op en Kuyper opperde, bij het uiteengaan van de ministerraad, tegen minister van Handel, Waterstaat en Nijverheid De Marez Oyens dat "wanneer er weer een Amsterdams koopman in aanmerking kwam misschien aan E.A. Lehmann gedacht kon worden".
De minister, een partijgenoot van Kuyper, had de premier slecht begrepen of verstaan, hij liet eerst informeren of Rudolph Lehmann voor een onderscheiding in aanmerking kwam. De Amsterdamse wethouder J.N. van Hall ontraadde de minister om de jonge en niet bijzonder verdienstelijke Lehmann te decoreren. Lehmann werd van de voordracht geschrapt en De Marez Oyens deelde de premier, wederom "terloops" mee dat het "niet ging". De premier schreef daarna aan Mathilde Westmeijer dat E.A. Lehmann van de lijst was afgenomen.
Mathilde Westmeijer bleef de Lehmannen onder de aandacht van Kuyper brengen. Op 15 december 1904 schreef zij de premier een brief waarin zij opmerkte dat er in Haarlem praatjes over haar relatie tot haar "vaderlijke vriend" de ronde deden en dat dat haar speet. Zij noemde zichzelf in de brief onvoorzichtig en bezwoer haar "eerbaarheid". In de brief werden hun privéleven, haar inspanningen om de ARP aan geld te helpen en de onderscheidingen voor de Lehmanns genoemd. In de brief kwam een – overigens mislukte – interventie harerzijds ter sprake om een anoniem gebleven burgemeesterskandidaat te pousseren.
De brief was een opmaat voor haar latere chantage. Kuyper werd in de brief gevraagd wat E.A.Lehmann kon doen voor Nederland. Kuyper liet door zijn dochter Henriëtte Kuyper in januari 1905 antwoorden met de wenk dat het Nederlands hospitaal in Smyrna gerestaureerd moest worden en dat de graven van Nederlanders op Groenland "in het ongerede waren geraakt". Een "enigszins aanzienlijke gift" zou "van belangstelling in onze nationale aangelegenheden in het buitenland" blijk doen geven.
E.A.Lehmann volgde de wenk niet op. Hij en zijn broer schonken in maart en april beiden vijfduizend gulden aan Kuyper, in een enveloppe en niet direct aan zijn partij, met een brief waarin zij de gift bestemden voor de naderende verkiezingscampagne.
Op 6 april 1905 gaf Kuyper zijn dochter Henriëtte de opdracht om Mathilde Westmeijer schriftelijk te bedanken voor de 11.000 gulden die zij bijeen had gebracht.
Na het aftreden van Kuyper raakte Mathilde Westmeijer in grote financiële zorgen. Zij had bij verwanten en vrienden tienduizenden guldens geleend en haar oom dreigde daardoor failliet te gaan. Kon Kuyper helpen? Kuyper, inmiddels ambteloos burger, reisde in augustus 1905 voor haar naar Parijs om de rijke Rudolph Lehmann zover te krijgen dat deze Mathilde Westmeijer aan geld zou helpen. Lehmann wees erop dat hij haar "op onderscheiden wijze" al 25.000 gulden (vergelijkbaar met 270.000 Euro in 2009) had gegeven.
Op 27 oktober 1906 leende Rudolph Lehmann 3.000 gulden aan Mathilde Westmeijer in ruil voor al zijn aan haar gestuurde brieven. De radeloze oom, W. van Dieren Bijvoet, eigenaar van een wasserij in Bloemendaal, nam een advocaat in de arm; hij koos Pieter Tideman en daarmee kwam wat de "affaire-Westmeijer" of de "lintjesaffaire" zou worden in politiek vaarwater. De vrije liberaal Tideman zag zijn kans schoon om de christelijke politiek leider in diskrediet te brengen.
Tideman dreigde Mathilde Westmeijer dat hij haar als oplichtster aan zou geven wanneer zij niet kon bewijzen dat ze werkelijk zo'n goede band met Kuyper en met de gebroeders Lehmann had. Daarop gaf ze de advocaat van haar oom al Kuypers brieven en de verdere correspondentie over lintjes. De jurist liet de brieven vervolgens bij een notaris registreren. De door de notaris gewaarmerkte afschriften waren nu een rechtsgeldig bewijs. Westmeijer drukte Tideman op het hart "vooral niet te fatsoenlijk tegen de gebroeders Lehmann" te zijn maar "smeekte" hem om Kuyper te sparen.

## Publiciteit

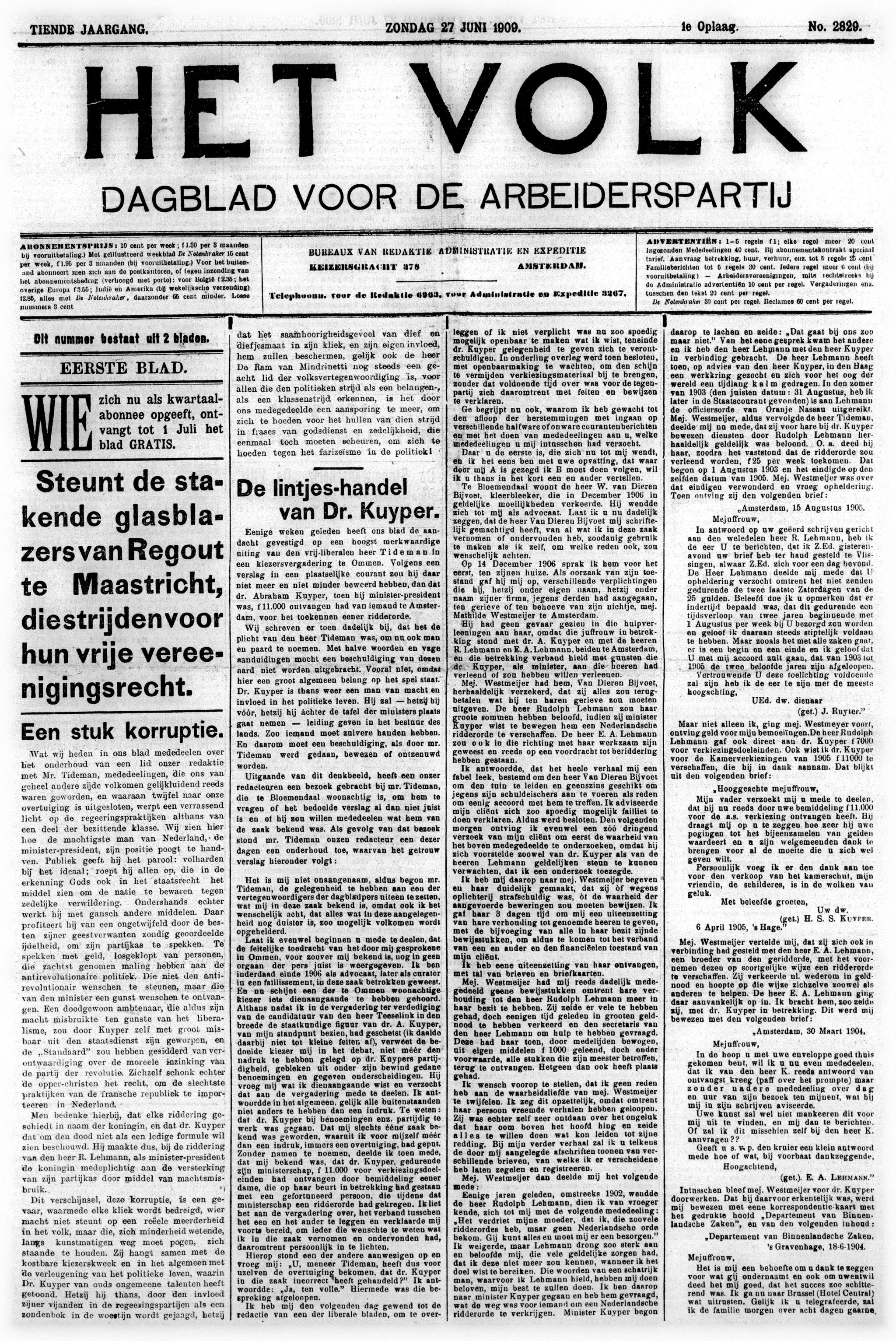
Voorpagina van Het Volk op 27 juni 1909 met het artikel De lintjesregen van Dr. Kuyper'

Op 2 juni 1909 was Kuyper tijdens een verkiezingsbijeenkomst in Den Ham door Pieter Tideman beschuldigd van het aannemen van 11.000 gulden in ruil voor een koninklijke onderscheiding voor "iemand". De beschuldiging kreeg in de pers nog weinig aandacht.
Op 27 juni 1909, zestien dagen na de door de ARP en de confessionele partijen gewonnen verkiezingen voor de Tweede Kamer der Staten Generaal en drie dagen nadat het kabinet Heemskerk hem schriftelijk had laten weten dat het aanbleef zonder Kuyper een ministerie aan te bieden, werd Kuyper in een vraaggesprek op de voorpagina van het socialistische dagblad Het Volk, onder de kop "de lintjeshandel van Dr. Kuyper", in verband gebracht met Mathilde Westmeijer en de onderscheiding van Rudolph Lehmann.

## Politieke rel
De daaropvolgende politieke rel leidde tot Kuypers uitspraak: "Het boetekleed ontsiert den man niet". Overigens reageerde F.W.N. Hugenholtz, Kamerlid voor de SDAP hierop met: "Maar men hoeft er zich ook niet op te laten voorstaan".
Een parlementaire enquête, waar met name de SDAP-leider Troelstra op had aangedrongen, kwam er niet. Wel werd er begin 1910 een ereraad ingesteld die bestond uit Petrus Johannes van Swinderen (vicepresident van de Raad van State), Herman Jacob Kist (oud-procureur-generaal bij het gerechtshof in Amsterdam en lid van de Eerste Kamer) en Abraham van Karnebeek (oud-minister van Buitenlandse Zaken, minister van Staat en lid van de Tweede Kamer). Deze ereraad kwam tot de conclusie dat de aantijgingen niet bewezen konden worden. 
Historicus Jan de Bruijn gaf in zijn in 2005 verschenen boek "Het boetekleed ontsiert de man niet" aan de hand van niet eerder gepubliceerd archiefmateriaal een reconstructie van de zaak. Hij kwam tot de bevinding dat de rol van Kuyper minder zuiver was geweest dan deze staatsman had doen voorkomen. Kuyper heeft verheimelijkt wat de aard van zijn betrekkingen met Mathilde Westmeijer was. Hoewel er geen bewijzen voor een verhouding zijn, werd hij jarenlang door haar gechanteerd. Kuyper heeft ook zijn belofte om alle relevante stukken aan de ereraad over te leggen zeer beperkt uitgelegd. Daardoor ontstond een vertekend, maar voor Kuyper gunstiger, beeld.

## Nasleep
De zaak valt terug te voeren op Kuypers opvattingen over politiek en de wijze waarop de politiek bedreven moet worden. Hij voerde te zijner verdediging aan dat een gift aan een politieke partij in het Verenigd Koninkrijk vaak met een titel werd beloond.
In eigen kring was Kuypers aanzien zo groot dat de onverkwikkelijke zaak geen afbreuk deed aan de bewondering die het gereformeerde deel van het Nederlandse volk hem toedroeg.
De parlementaire debatten stelden hem tezelfdertijd bij de liberalen en socialisten te kijk als een corrupt man en een hypocriet. De affaire verhinderde dat Kuyper nog weer een openbaar ambt ging bekleden en legde de slechte verhoudingen tussen hem en de CHU bloot, met name met hun voorman Alexander de Savornin Lohman.
De socialistische voorman Pieter Jelles Troelstra heeft tevergeefs geprobeerd om politieke munt uit de zaak te slaan. Hij wilde met deze affaire aan de christelijke arbeiders duidelijk maken dat de antithese van Kuyper schijn was en dat de ARP niet de belangen van de arbeidersstand maar die van rijke ondernemers vertegenwoordigde.
Voor het decoratiestelsel in Nederland heeft de affaire geen gevolgen gehad.